# Marat Izmajlov
Marat Nailevitj Izmajlov (ryska: Марат Наилевич Измайлов), född 21 september 1982 i Moskva, är en rysk fotbollsspelare som senast spelade för FC Porto.
Han var uttagen i Rysslands trupp vid fotbolls-VM 2002 samt fotbolls-EM 2004 och 2012.